# 電圧源

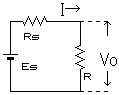
内部抵抗を含む電圧源

電圧源（でんあつげん）は、内部抵抗が小さく、定電圧電気回路として動作するものである。短絡時に大電流が流れるため、その保安装置が必要である。
電源の起電力を ES 、内部抵抗を RS 、負荷を R 、かかる電圧を V0 、電流を I とすると、
{\displaystyle I={\frac {E_{S}}{R_{S}+R}}}
{\displaystyle V_{0}=IR={\frac {R}{R_{S}+R}}E_{S}}
ここで、 R >> RS とすると、
V0 ≒ ES